# Elena Stásova
Elena Dmítrievna Stásova (en ruso: Еле́на Дми́триевна Ста́сова) (San Petersburgo, Imperio Ruso, 15 de octubre de 1873 – Moscú, Unión Soviética, 31 de diciembre de 1966) fue una política comunista rusa, dirigente de la Internacional Comunista. Fue delegada de la Comintern en Alemania en 1921. Entre 1927 y 1938 fue presidenta del Socorro Rojo Internacional (SRI). Entre 1938 y 1946 trabajó en el equipo editorial de la revista Literatura Internacional.

## Biografía

### Primeros años
Elena Stásova nació en San Petersburgo el 15 de octubre de 1873. Era hija de un jurista liberal, Dmitri Stásov (1828-1918) que trabajaba en el Senado y que había sido heraldo en la coronación del zar Alejandro II. Su abuelo Vasili Stásov había sido arquitecto de los zares Alejandro I y Nicolás I. Su primo era el crítico de arte Vladímir Stásov.
Tras finalizar la educación secundaria, Elena Stásova se convirtió en una convencida socialista y se unió al Partido Obrero Socialdemócrata de Rusia (POSDR) en el momento de su fundación en 1898.
Cuando el POSDR se escindió en las facciones bolchevique y menchevique en 1903, Stásova se posicionó con Lenin y los bolcheviques convirtiéndose en revolucionaria profesional. Durante los dos años siguientes Stásova adoptó los pseudónimos de Absoluta y Gruesa y ejerció como distribuidora para el periódico de Lenin, Iskra, en San Petersburgo, donde trabajó como secretaria local del partido. Enseñó a los nuevos militantes a codificar y descodificar. Stásova también ejerció como secretaria del Buró del Norte del Comité Central del Partido Bolchevique, y otras posiciones dirigentes en el partido. Otros pseudónimos que utilizó durante el periodo de la clandestinidad fueron Delta, Heron, Knol y Varvara Ivánovna.
Stásova emigró a Ginebra (Suiza) en 1905, donde se encontraba en el momento en que estalló la Revolución rusa de 1905. Regresó a su país en enero de 1906 para dirigir el trabajo bolchevique en Tiflis, capital de Georgia.
En enero de 1912, Stásova fue elegida miembro candidato del Comité Central. A partir de entonces trabajó como secretaria del Buró de Rusia del Comité Central. A esto le siguió un arresto en 1913 y la deportación a Siberia, donde permaneció hasta 1916. Había dejado la tesorería del partido a salvo con su hermano.

### Carrera política
Tras la Revolución de Febrero de 1917, Stásova fue nombrada secretaria del Comité Central, una posición que mantendría durante la Revolución de Octubre, permaneciendo en ella hasta marzo de 1920. Asimismo, retornó a ser miembro candidato del Comité Central tras el VI Congreso del partido, en julio-agosto de 1917. En el VII Congreso, celebrado en 1918, fue elegida miembro de pleno derecho del Comité Central, siendo reelegida en el VIII Congreso, en 1919. Sin embargo, en el IX Congreso (1920) cesó tanto su pertenencia al CC como al Secretariado.
Tras ser apartada del Comité Central, Stásova trabajó para la organización del partido en Petrogrado, desde donde fue llevada al aparato de la Internacional Comunista. Fue nombrada representante de la Comintern ante el Partido Comunista de Alemania (KPD) en mayo de 1921, donde utilizó el pseudónimo de "Hertha". Stásova permaneció en Alemania hasta 1926, donde jugó un papel dirigente en la sección alemana del Socorro Rojo Internacional (SRI), Die Rote Hilfe.
Stásova regresó a la URSS en febrero de 1926. Al siguiente año fue nombrada vicedirectora del SRI así como presidenta del Comité Central del SRI de la URSS, posiciones que mantuvo hasta 1937.
Stásova trabajó como miembro de la Comisión Central de Control del Partido Comunista de la Unión Soviética entre 1930 y 1934. En 1935, el VII Congreso de la Comintern la nombró miembro de la Comisión Internacional de Control. Mantuvo esta posición hasta que la Internacional fue disuelta en 1943.
Stásova, a diferencia de la mayoría de los viejos bolcheviques, no fue afectada por la Gran Purga que sacudió la Unión Soviética a finales de los años 1930, aunque fue trasladada en 1938 a una nueva posición en el equipo editorial de la revista Literatura Internacional. Stásova continuó en este puesto hasta 1946, cuando se jubiló.

### Muerte y legado
Elena Stásova falleció el 31 de diciembre de 1966. Sus restos están sepultados en la Necrópolis de la Muralla del Kremlin de Moscú.
Un colegio de internados para extranjeros en Ivánovo, llamado Colegio Interno Internacional de Ivánovo o Interdom, fundado por el SRI en 1933, lleva su nombre.

## Obras
- Las banderas del SRI en el extranjero: Informe al III Congreso del SRI de la Unión Soviética, Moscú, Comité Ejecutivo del Socorro Rojo Internacional, 1931.

## Honores y condecoraciones
- Héroe del Trabajo Socialista
- Cuatro Órdenes de Lenin